# Garfield (línea Roja)
Garfield es una estación en la línea Roja del Metro de Chicago. La estación se encuentra localizada en 220 West Garfield Boulevard en Chicago, Illinois. La estación Garfield fue inaugurada el 28 de septiembre de 1969.  La Autoridad de Tránsito de Chicago es la encargada por el mantenimiento y administración de la estación. Esta es la estación más para llegar a la Universidad de Chicago y al Museo de Ciencia y la Industria. La estación tuvo renovaciones en 2010 y más reciente la del 30 de abril de 2011.

## Descripción
La estación Garfield cuenta con 1 plataforma central y 2 vías. 

## Conexiones
La estación es abastecida por las siguientes conexiones: 
- Rutas del CTA Buses: #24 Wentworth #55 Garfield (nocturno) #59 59th/61st